# No Coffee
„No Coffee“ je píseň americké zpěvačky Amber Coffman. Představena byla 30. března roku 2017 a jde o druhou zveřejněnou píseň ze zpěvaččina debutového alba City of No Reply. Dne 1. května 2017 byl k písni zveřejněn videoklip, jehož režisérkou byla Zia Anger. Ve videoklipu, který byl natočen v kanceláři, vystupuje Amber Coffman a postava převlečená do kostýmu velkého ptáka.